# Aaly Karashev
Aaly Karashev (Aalı Karaşev) (nascido em 30 de outubro de 1968) é um político quirguiz que serviu como primeiro-ministro interino de 1 de setembro a 5 de setembro de 2012.